# Ольша (село)
О́льша — село в Смоленской области России, в Смоленском районе. Население — 533 жителя (2007 год). Расположено в западной области в 9 км к северо-западу от Смоленска, на автодороге М1 «Беларусь», на берегах реки Ольшанка.
Входит в состав Дивасовского сельского поселения. Улицы: Заозёрная, Льнобазовская, Нижнедубровская, Первомайская, Церковная, 1-й и 2-й Садовый переулки. Автобусное сообщение со Смоленском. В селе начинается автодорога Р133 Смоленск — Невель.

## Экономика
Льнобаза, средняя школа, почта, магазины.

## Население
| 2016 |
| ---- |
| 497  |